# غلستان (كاسان)
غلستان هي بلدة في مقاطعة كاسان في ولاية قشقداريا في أوزبكستان.